# Ksar Tissint
Pour les articles homonymes, voir Tissint.
Ksar Tissint (en arabe : قصر تيسينت) est un village fortifié dans la province de Tata, région de Souss-Massa au sud du Maroc.